# Lismonde
 (juin 2019).

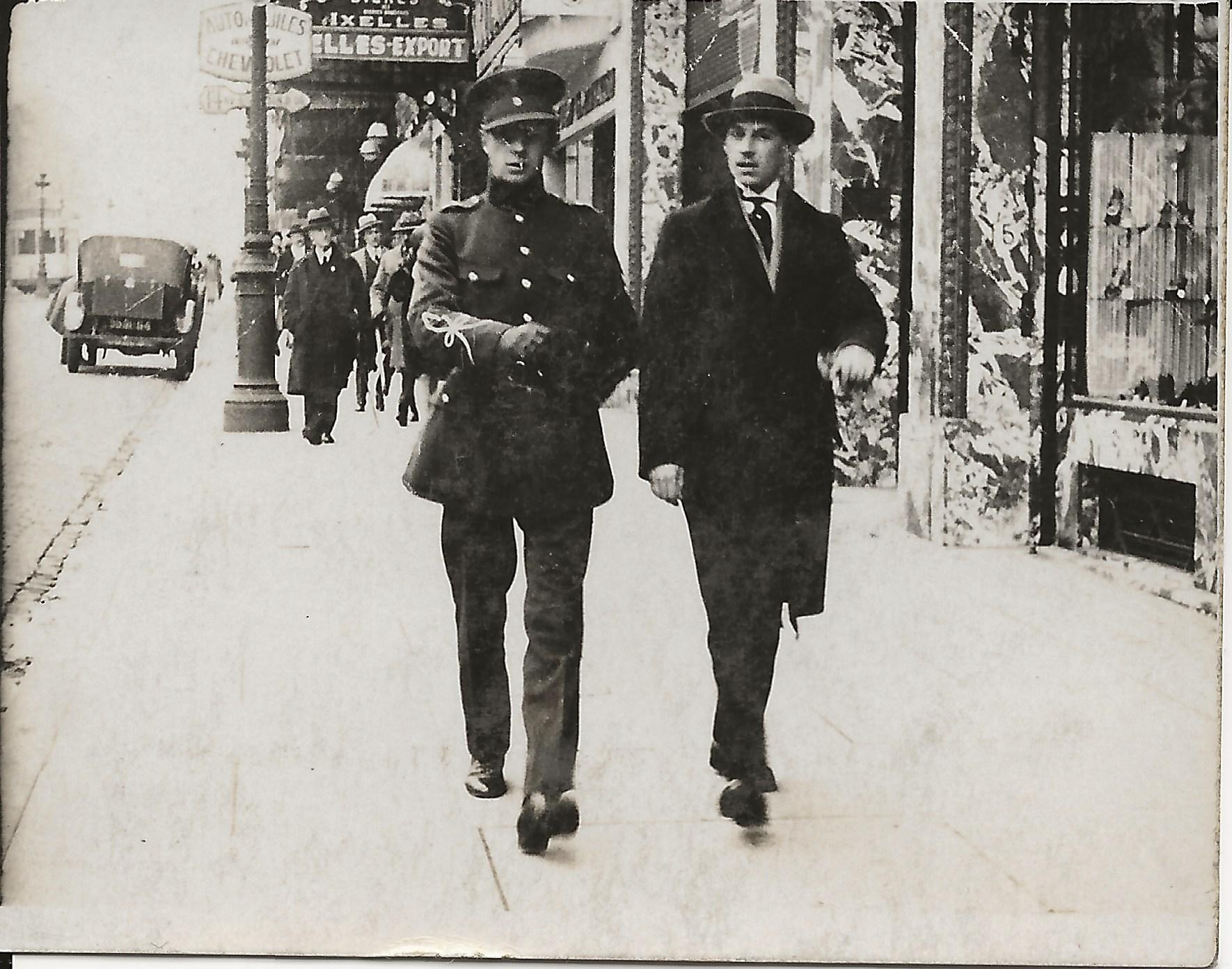
Lismonde, en militaire, en compagnie de l'architecte Léon Van Dievoet, Porte de Namur à Bruxelles, le 30 mars 1929.

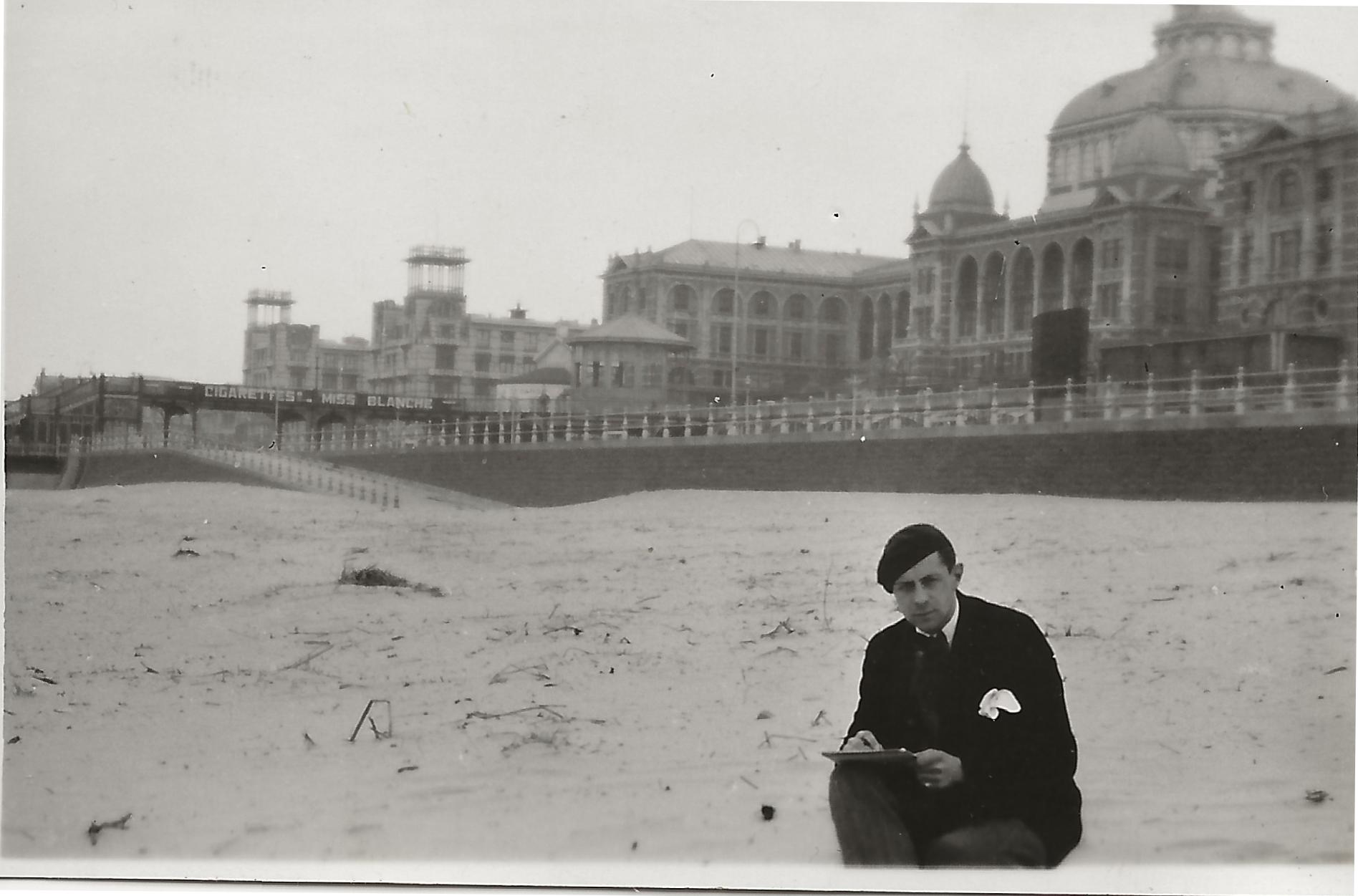
Lismonde écrivant sur la plage de Schéveningue le 28 mars 1932 au matin.

Jules Lismonde (qui signait Lismonde) est un peintre et dessinateur belge, né à Anderlecht (Bruxelles) le 14 mai 1908, mort à Linkebeek 12 mars 2001 .
Il était membre de l'Académie royale des sciences, des lettres et des beaux-arts de Belgique, dite Académie Thérésienne.
Il est considéré comme l'un des plus remarquables représentants de l'art non figuratif en Belgique.

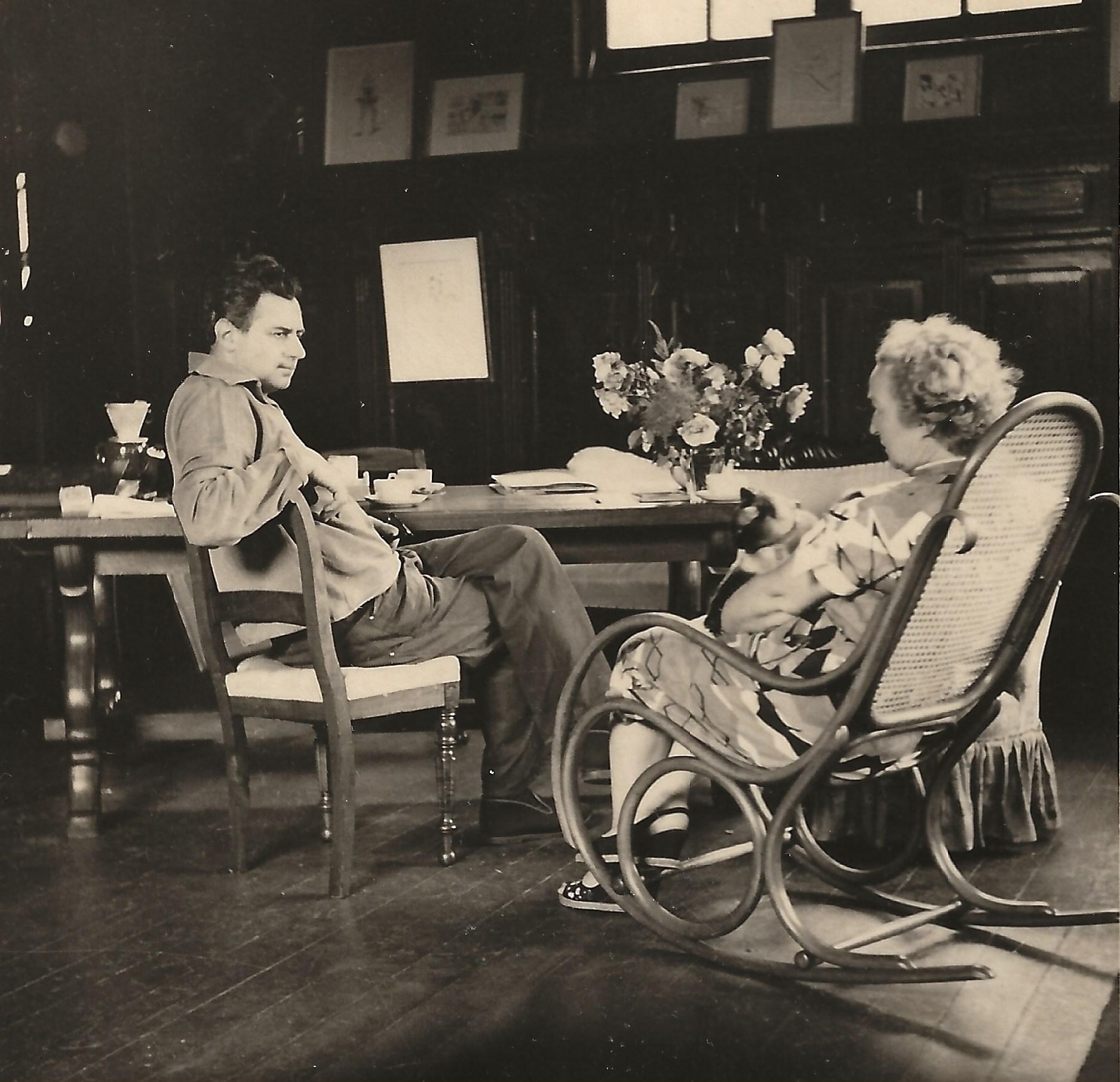
Lismonde et son épouse Tity, chez eux villa "Les Roches" à Linkebeek en juin 1956.

## Biographie
Lismonde habitait dans la villa « Les Roches », où il passa cinquante années de sa vie en compagnie de son épouse Albertine De Wispelaere, dite « Titi » (née à Blankenberghe le 6 août 1908, morte à Linkebeek, le 23 octobre 1997).

### Sources
Il dessine depuis l'enfance, dans une famille douée pour le dessin et déjà admiratrice de l'œuvre de Steinlen, Forain, Abel Faivre, Francisque Poulbot et des illustrateurs anglais à la mode.
Déjà à l'Athénée royal de Bruxelles, il collaborait à la revue Pallas en y publiant ses dessins et caricatures.
Flûtiste, il hésita un instant entre une carrière musicale et le dessin, mais ce fut le dessin qui l'emporta.
Tout jeune, dès 1925, au cours de balades dans la belle campagne brabançonne il peignait en compagnie du peintre Edgar Bytebier (1875-1940).

### Œuvre
Après s'être exercé à la peinture à l'huile dont il reste de rares œuvres (des portraits, des paysages), il se passionna surtout pour le dessin et une expression épurée faite de noir et de blanc. C'est alors aussi qu'il découvre l'eau-forte.[réf. nécessaire]
En 1934, Jean Groffier écrivait : « En tant que peintre, disons-le de suite, Lismonde n'est pas un coloriste. Sous le pinceau du peintre se cache avant tout le dessinateur. Sa couleur est triste, inquiète, ses effets sont gris ; mais d'une délicieuse mélancolie. En fait, le paysagiste Lismonde est une des personnalités les plus intéressantes du monde pictural belge et dont le nom dépassera bientôt les limites de nos frontières. »
Quoique éloigné de toute école, il participa toutefois en 1945 à la création du mouvement « Jeune Peinture belge » ainsi qu'au groupe « Cap d'Encre ».
Lismonde était également portraitiste et il fit ainsi dans les années trente et quarante une série de portraits, surtout au fusain, de personnalités du monde intellectuel et littéraire de son temps comme les poètes Luc Indestege, Maurice Carême, Gaston Heux, les écrivains Constant Burniaux, Louis Lebeer, le philosophe Marcel De Corte, l'architecte Léon Van Dievoet, ou les peintres Charles Dehoy ou Jacques Veraart.

### Expositions
Sa première exposition personnelle mêlant peinture et dessins eut lieu en 1930 à la galerie Les Beaux-Arts, rue Lebeau et ce furent ses peintures qui intéressèrent plutôt le public.
Une exposition de ses œuvres au Palais des Beaux-Arts de Bruxelles en 1953, consacra officiellement son art.
Puis ce furent Venise, São Paulo, Tokyo  et le Stedelijk Museum d'Amsterdam en 1950 où il eut une exposition personnelle. La IXe biennale du noir et blanc de Lugano lui consacre une salle.
De lui également des tapisseries et une sculpture à la station de métro bruxelloise Pétillon.
Il évolua vers une œuvre au fusain, de plus en plus épurée, ou vers le tachisme japonisant.

## Documentaire
En 1978, Patrick Van Antwerpen a réalisé un documentaire sur Lismonde.

## La Fondation Lismonde
Lismonde a fait don de sa maison à la commune de Linkebeek. La Maison Lismonde est désormais un lieu de musique, de rencontres, d'expositions.

## Illustrations

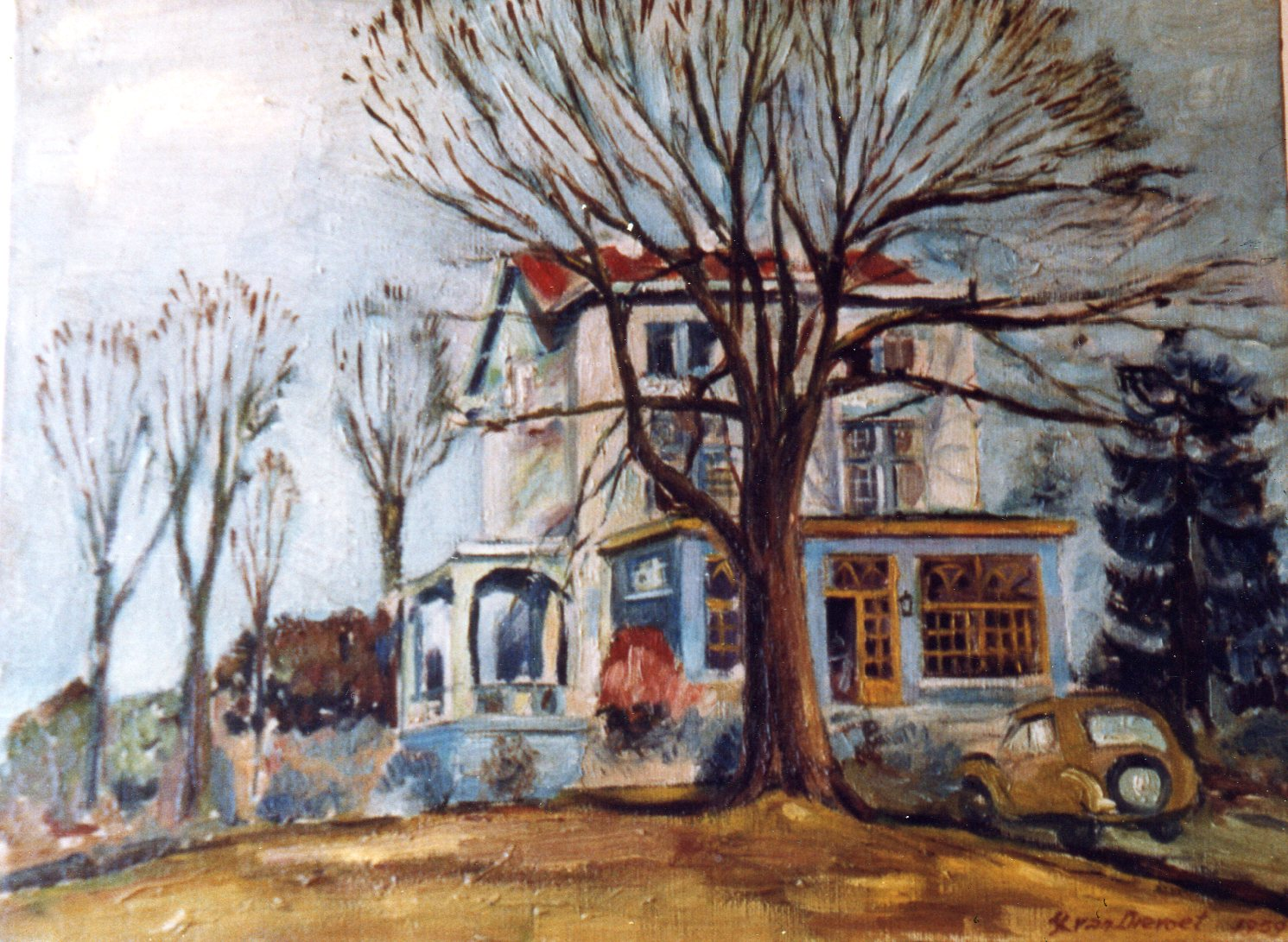
La villa de Lismonde à Linkebeek "Les Roches", huile par Léon van Dievoet, 1959.
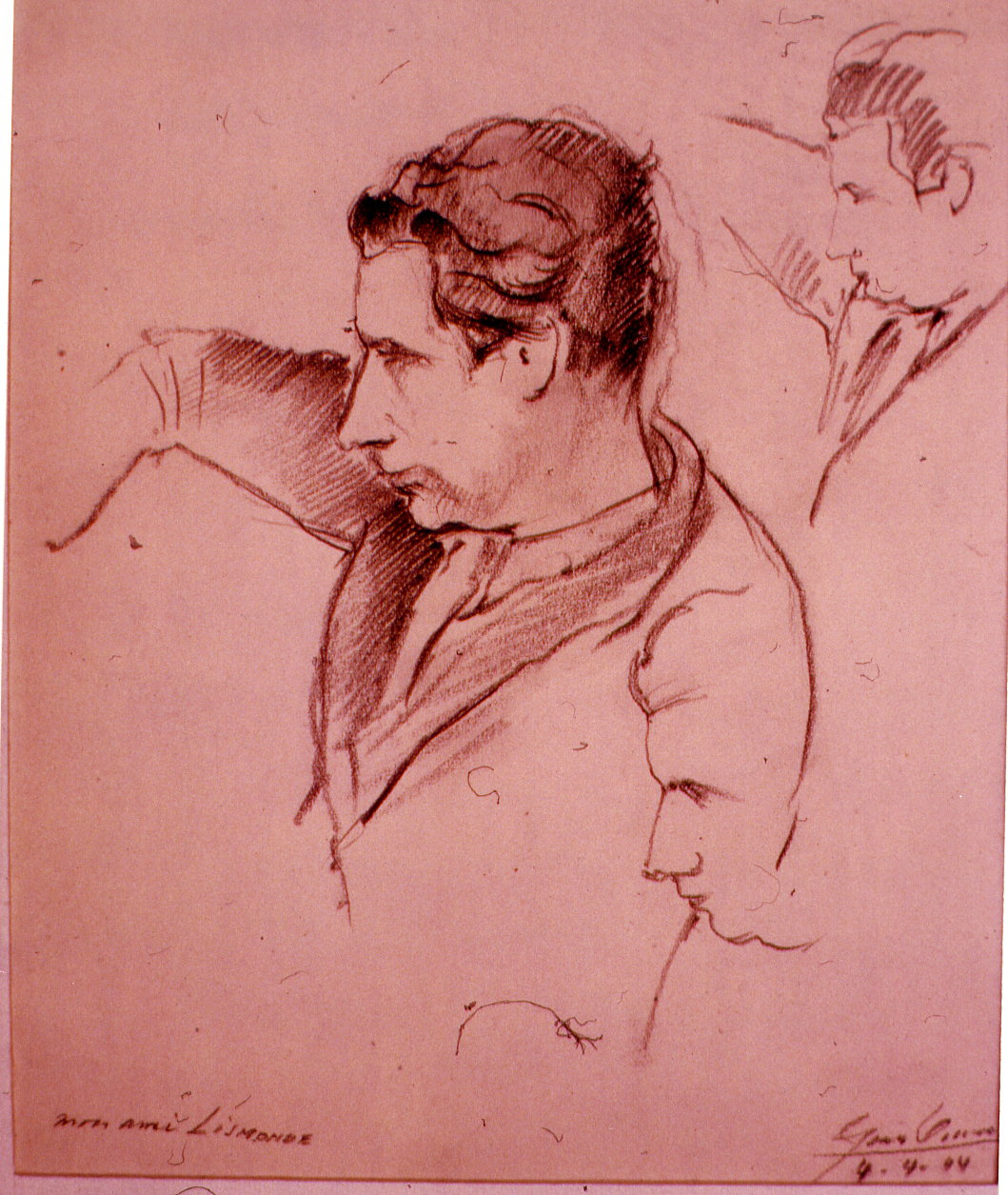
Lismonde, portrait par Léon van Dievoet, 4 avril 1944.
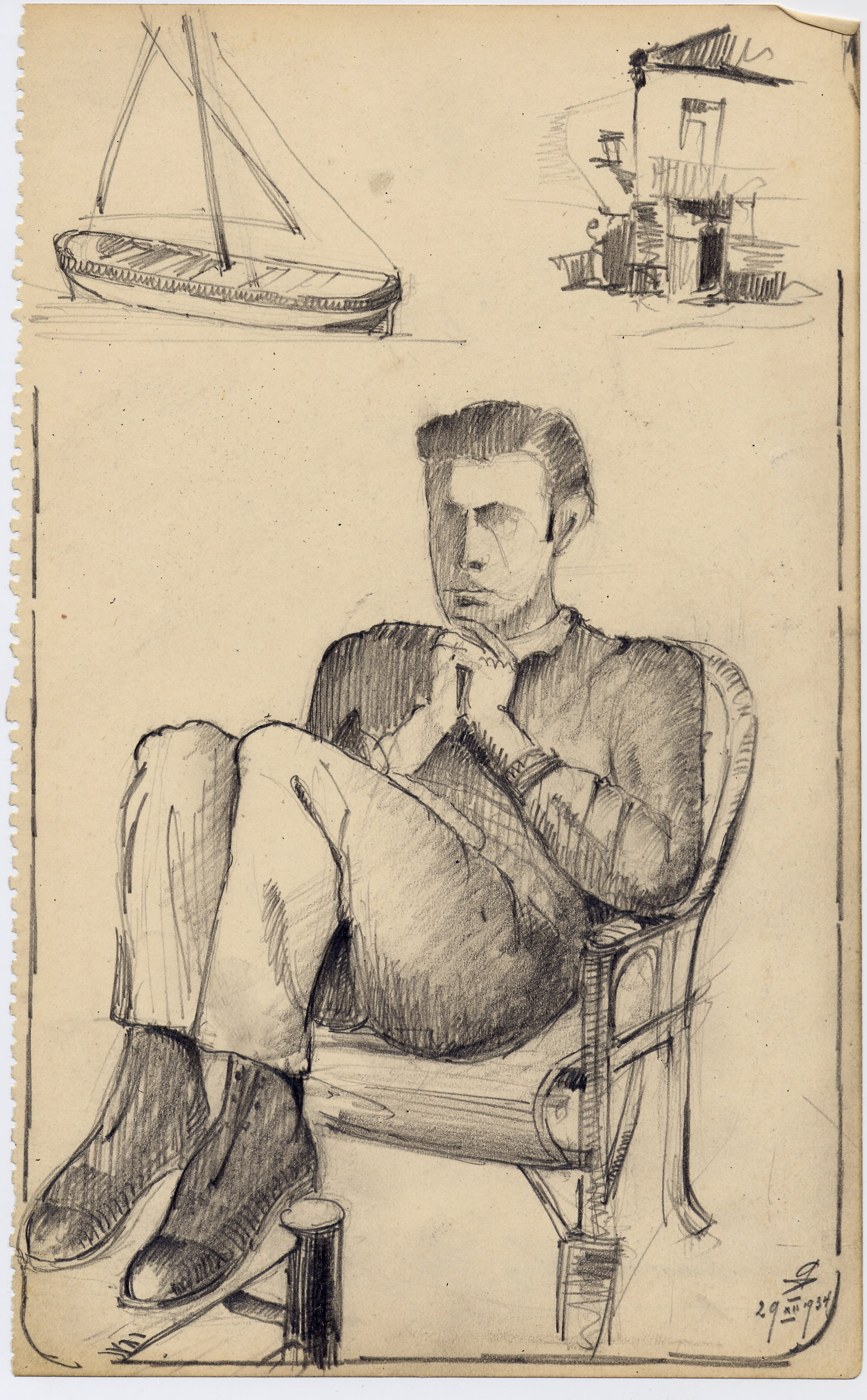
Lismonde chez lui, dessin de Léon van Dievoet, 29 décembre 1934.
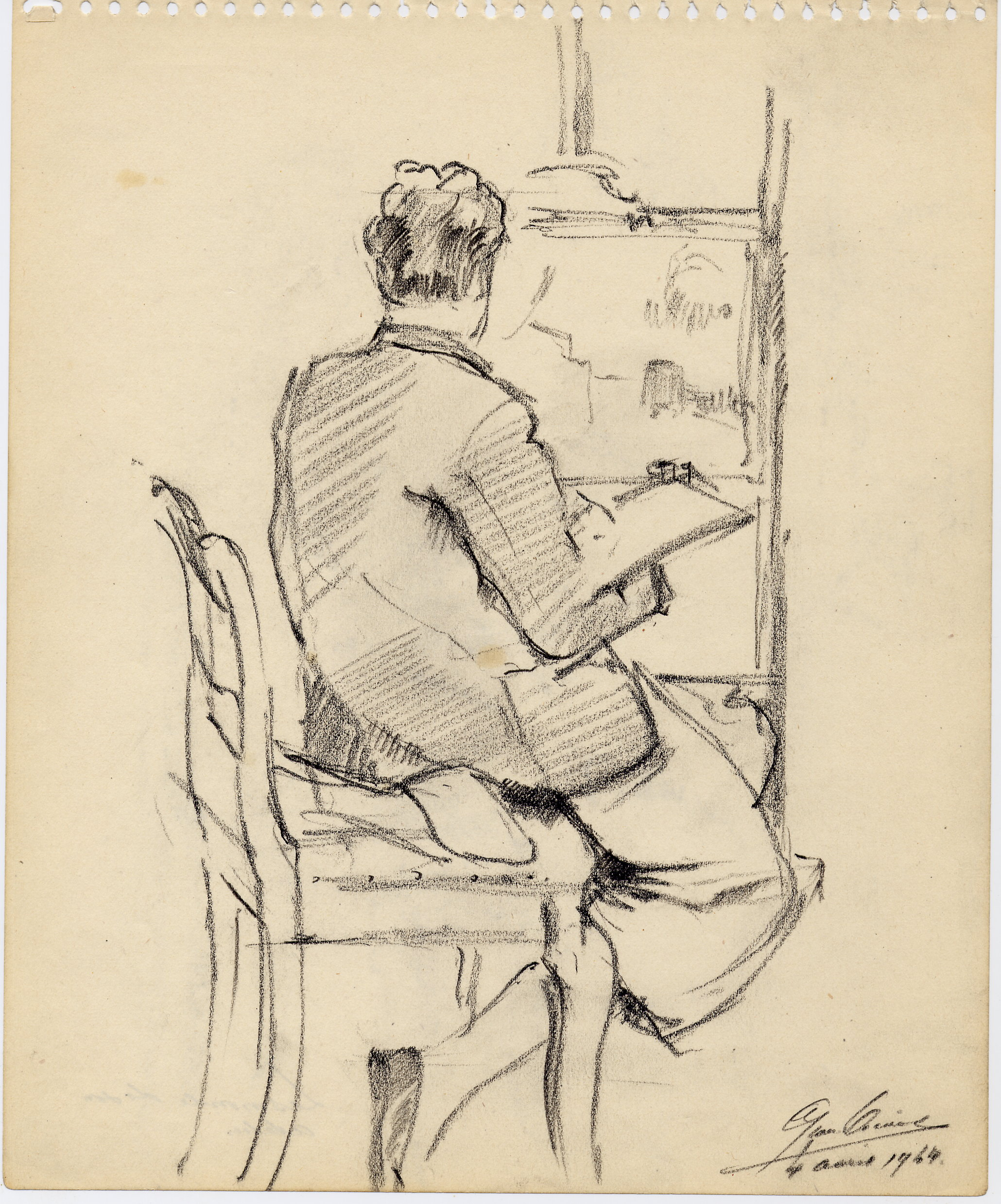
Lismonde dans son atelier, dessin par Léon van Dievoet, 4 avril 1944.
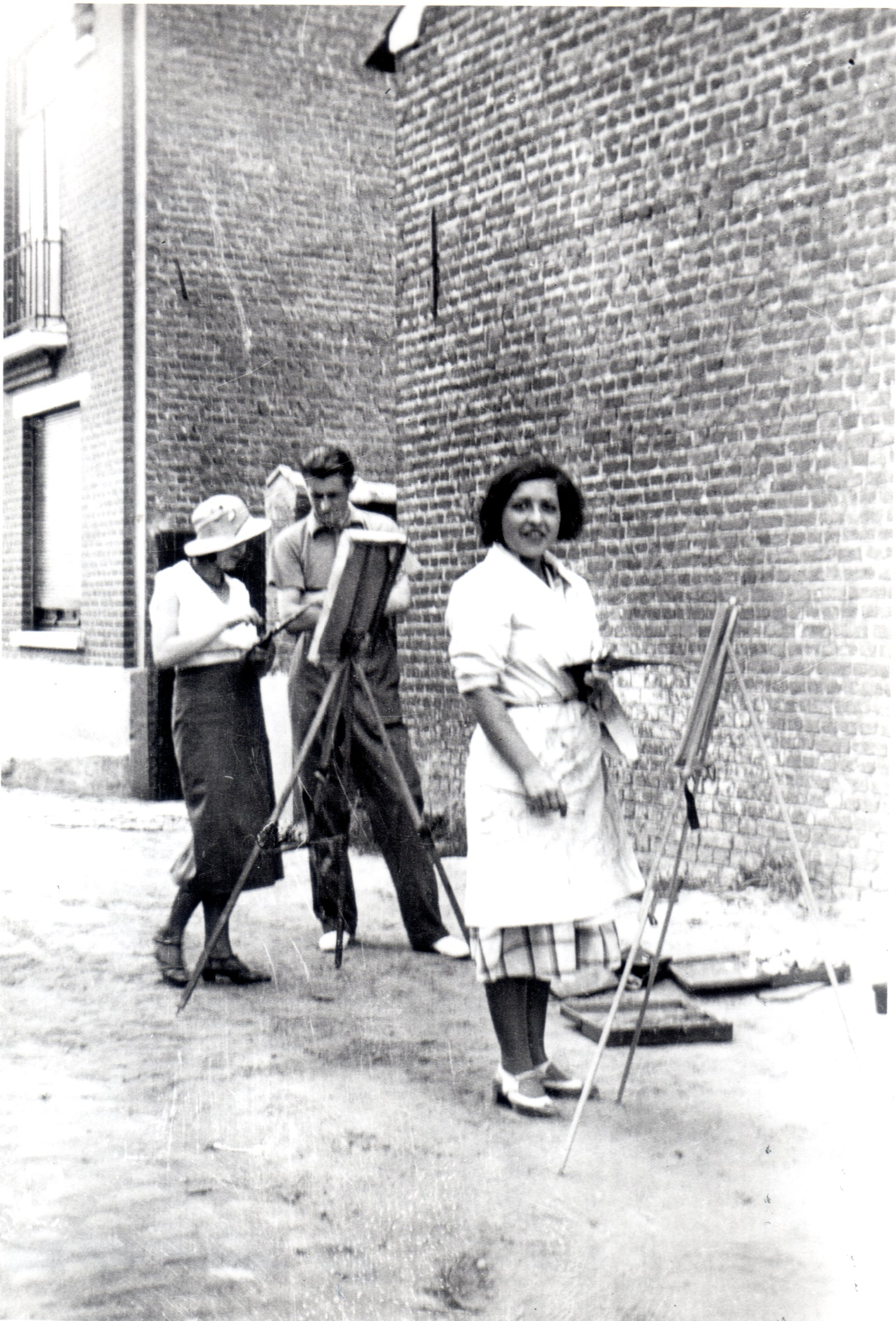
Lismonde peignant en compagnie des peintres Rachel De Bièvre et, à l'avant plan, Goda Isgour, sœur de l'architecte Isia Isgour, à Dilbeek, le 20 août 1932 (photo Léon van Dievoet).
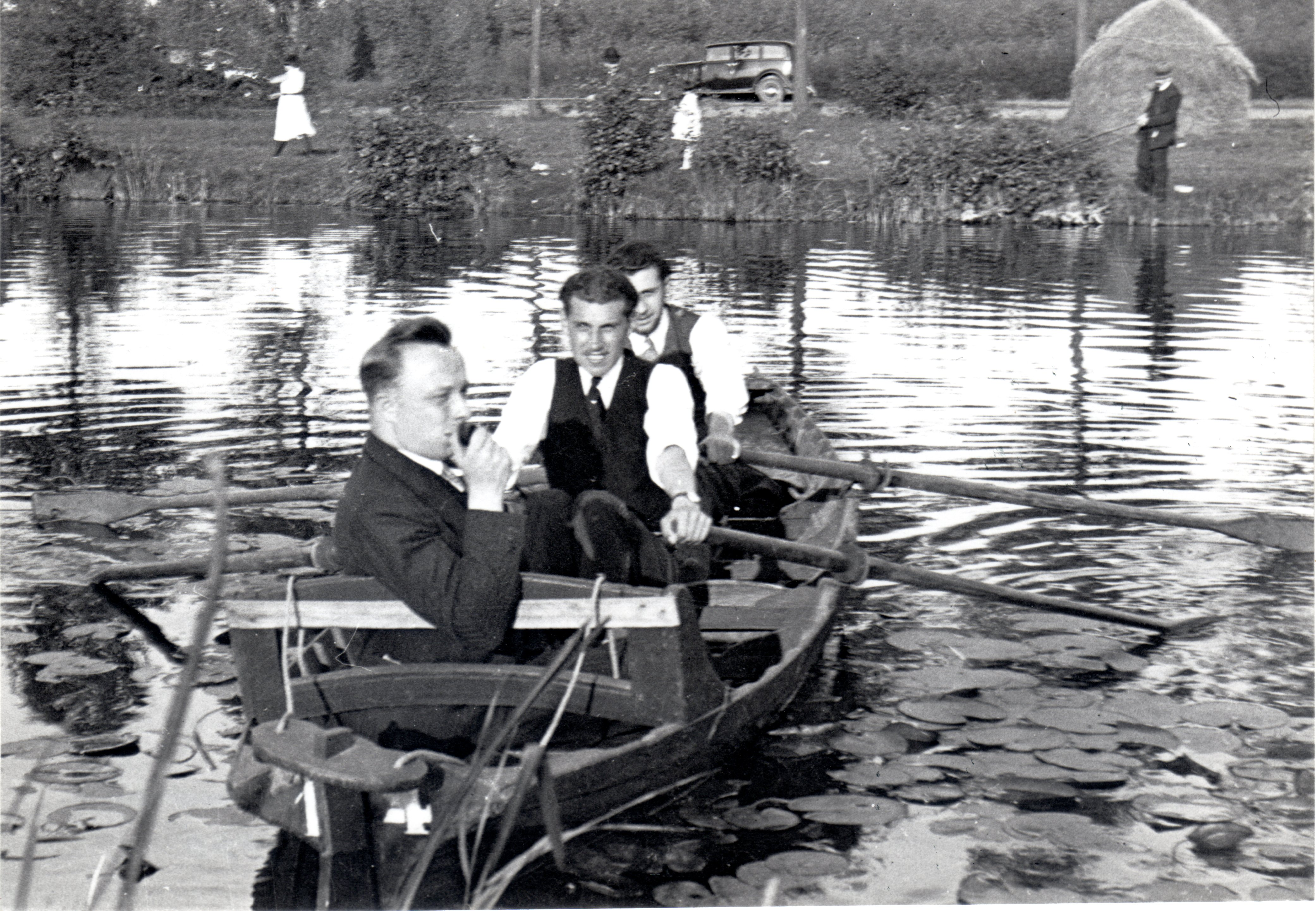
De gauche à droite : Jean Callebaut, l'architecte Léon van Dievoet et au fond Lismonde, en canot au lac d'Overmeire le 3 septembre 1933 (cliché Léon van Dievoet).
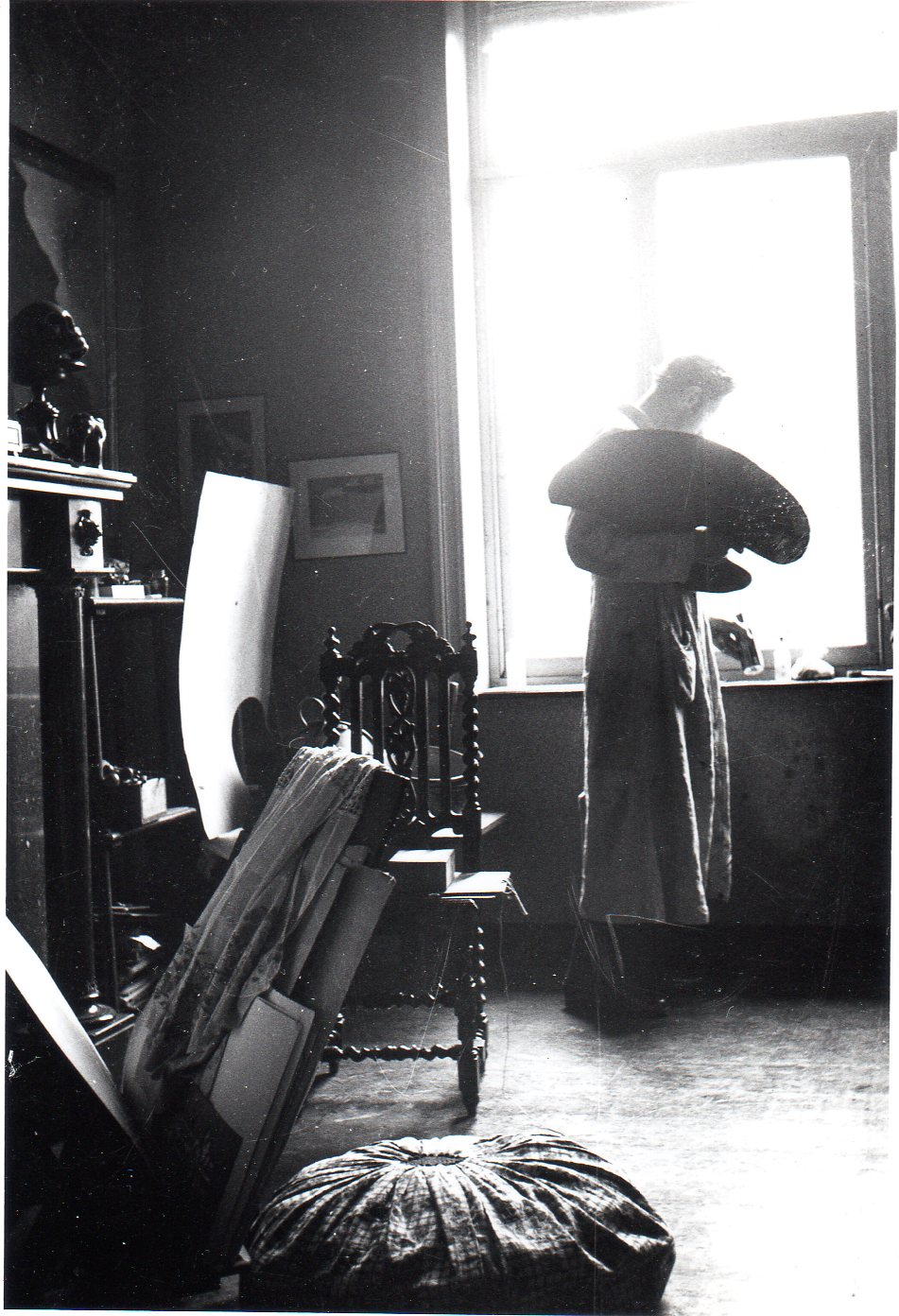
Lismonde dans son atelier à Moortebeek, 27 novembre 1933 (photo Léon van Dievoet).
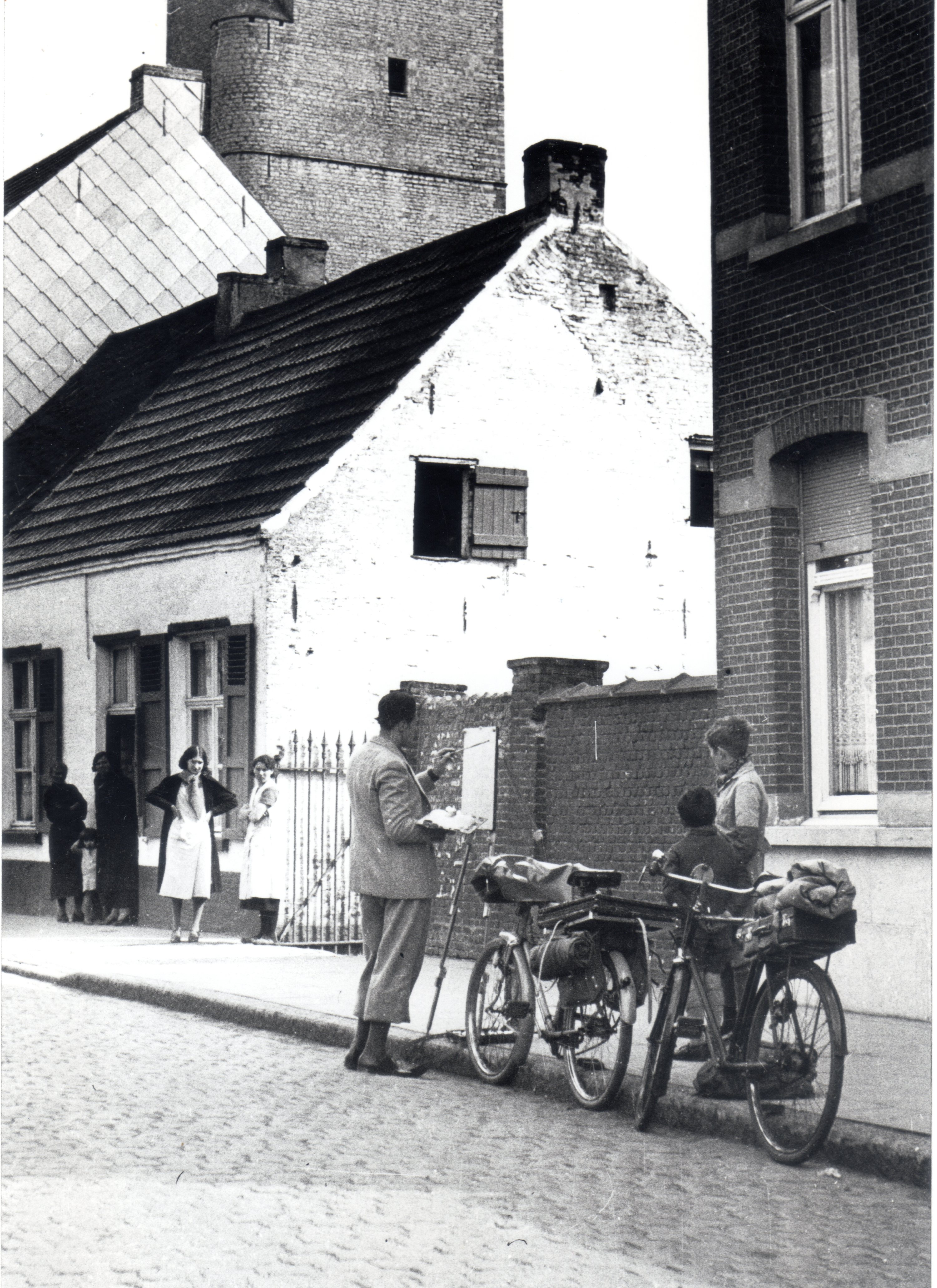
Lismonde peignant dans le village de Neylen, le 6 avril 1936 (photo Léon van Dievoet).
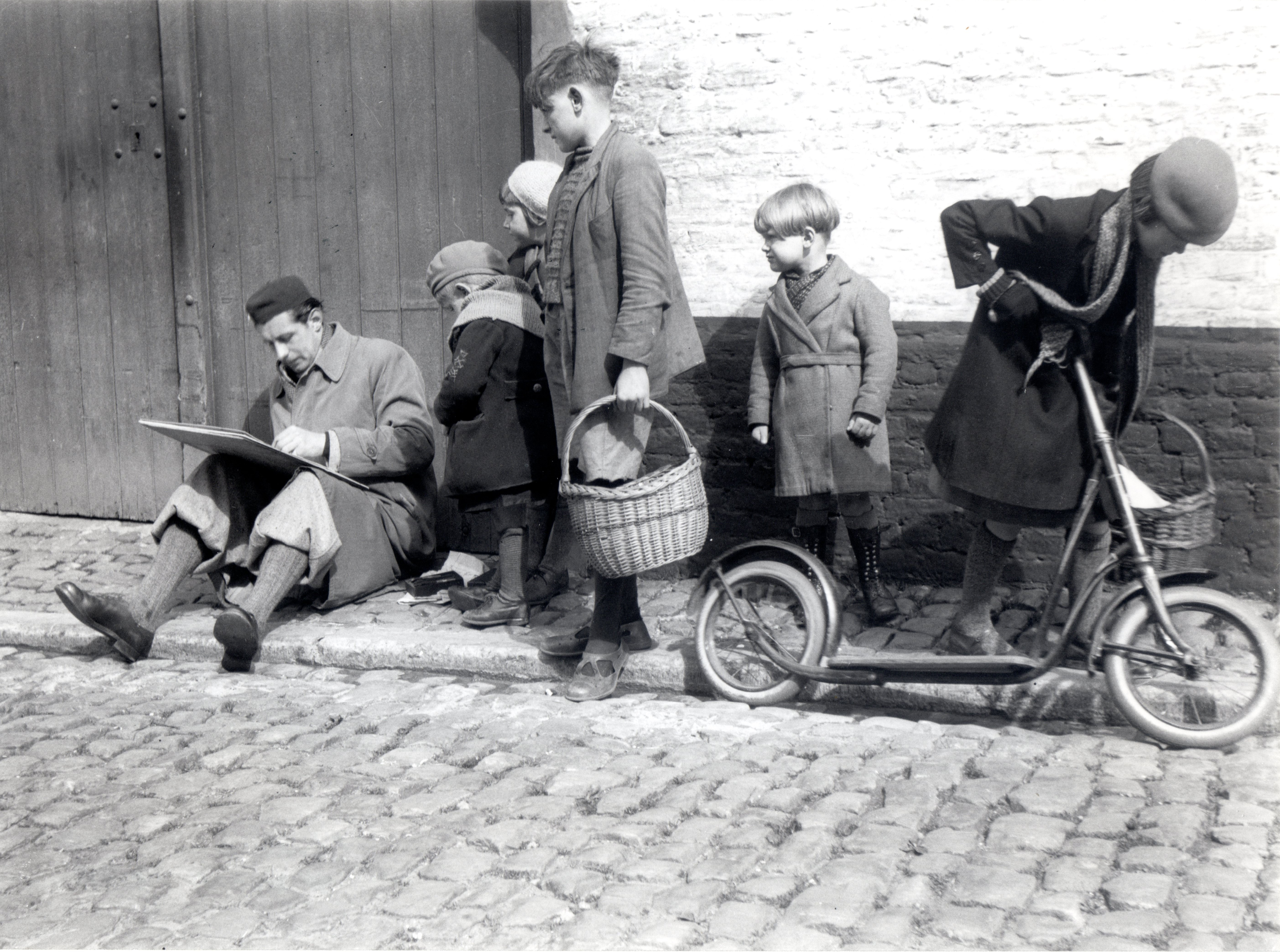
Lismonde dessinant l'église de Diest le 7 avril 1936 (photo Léon van Dievoet).
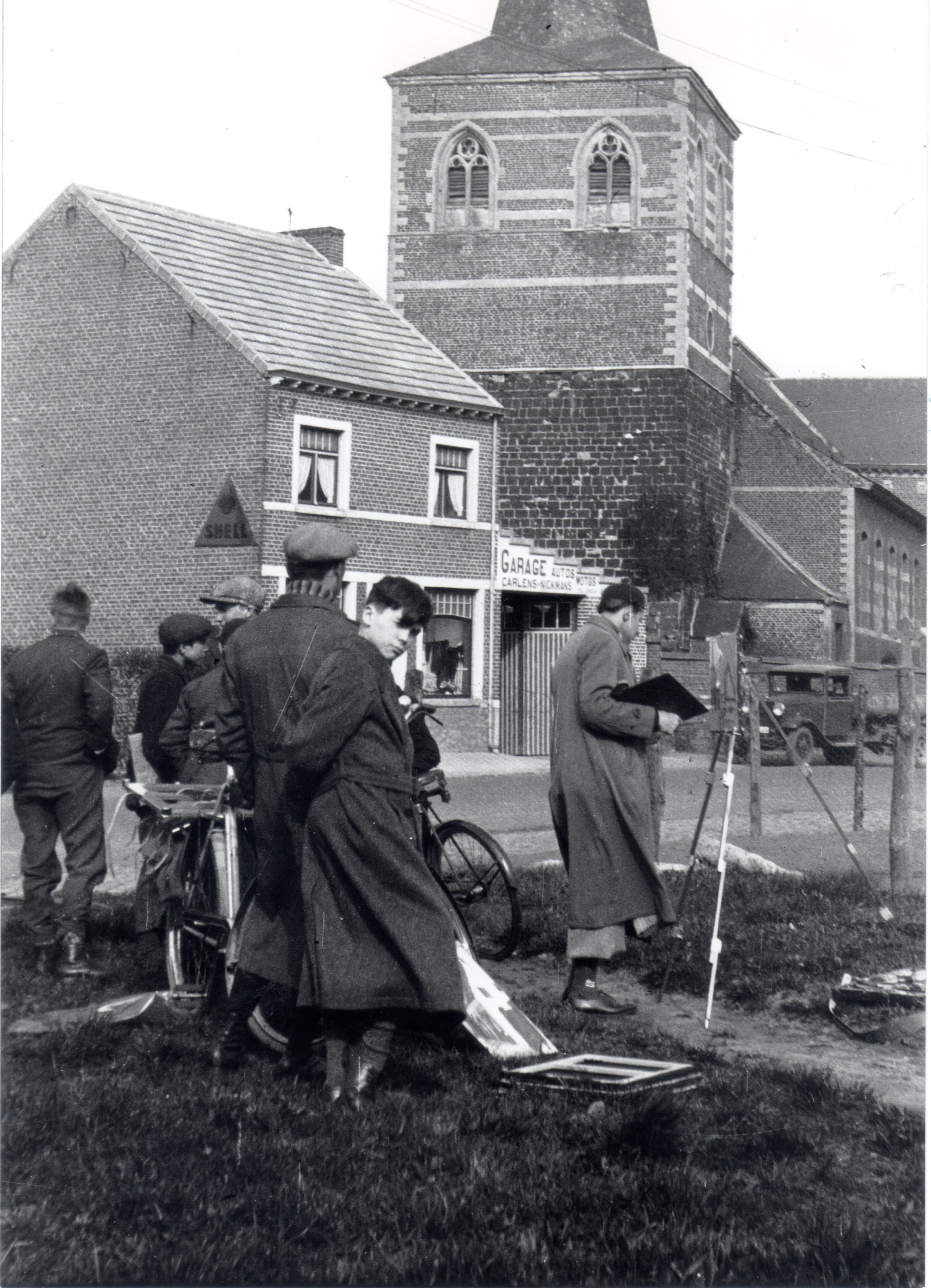
Lismonde peignant dans le village de Kermt, le 7 avril 1936 (photo Léon van Dievoet).
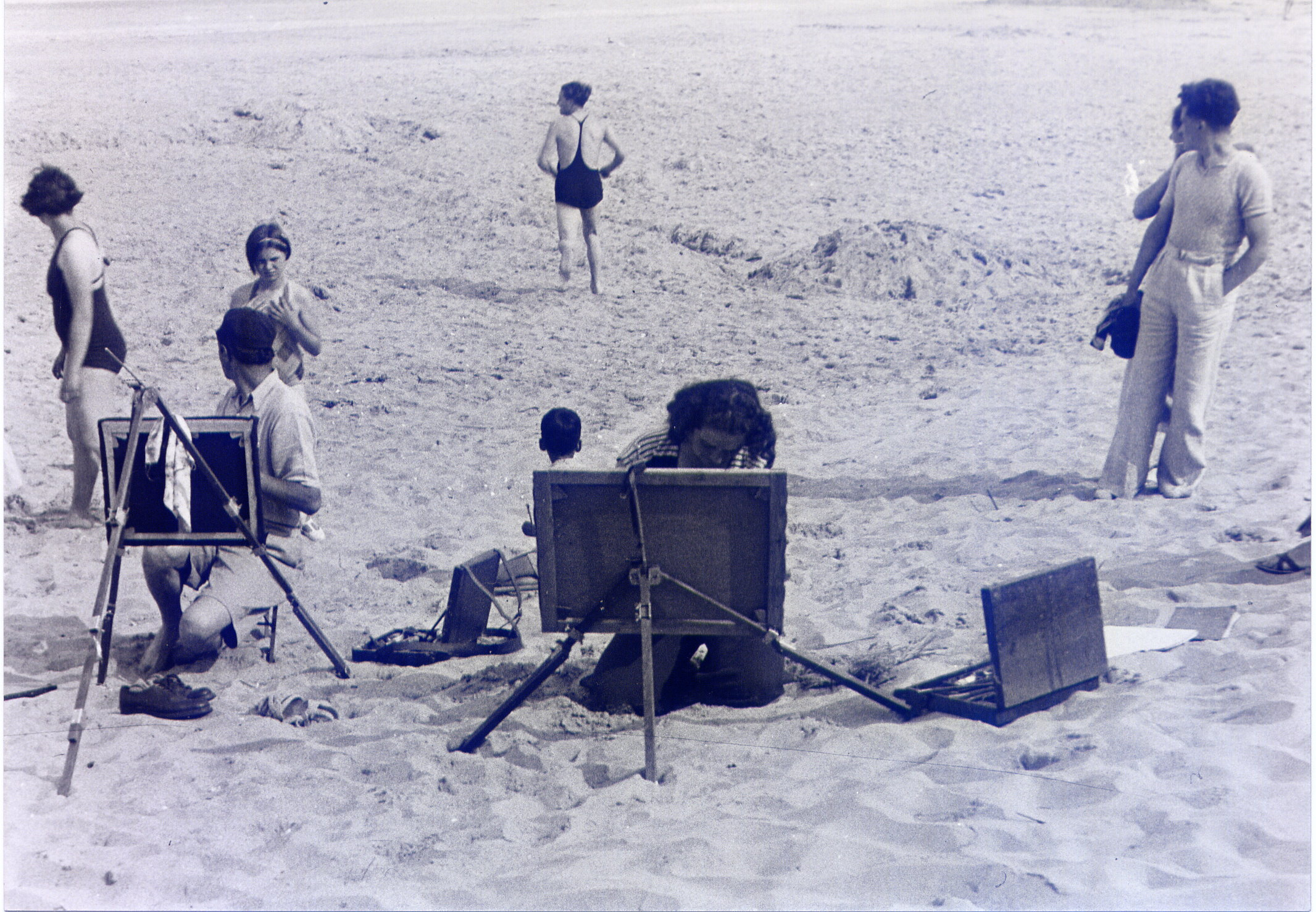
Lismonde peignant en compagnie de la peintre Marguerite Antoine sur la plage de Nieuport en août 1936 (photo Léon van Dievoet).
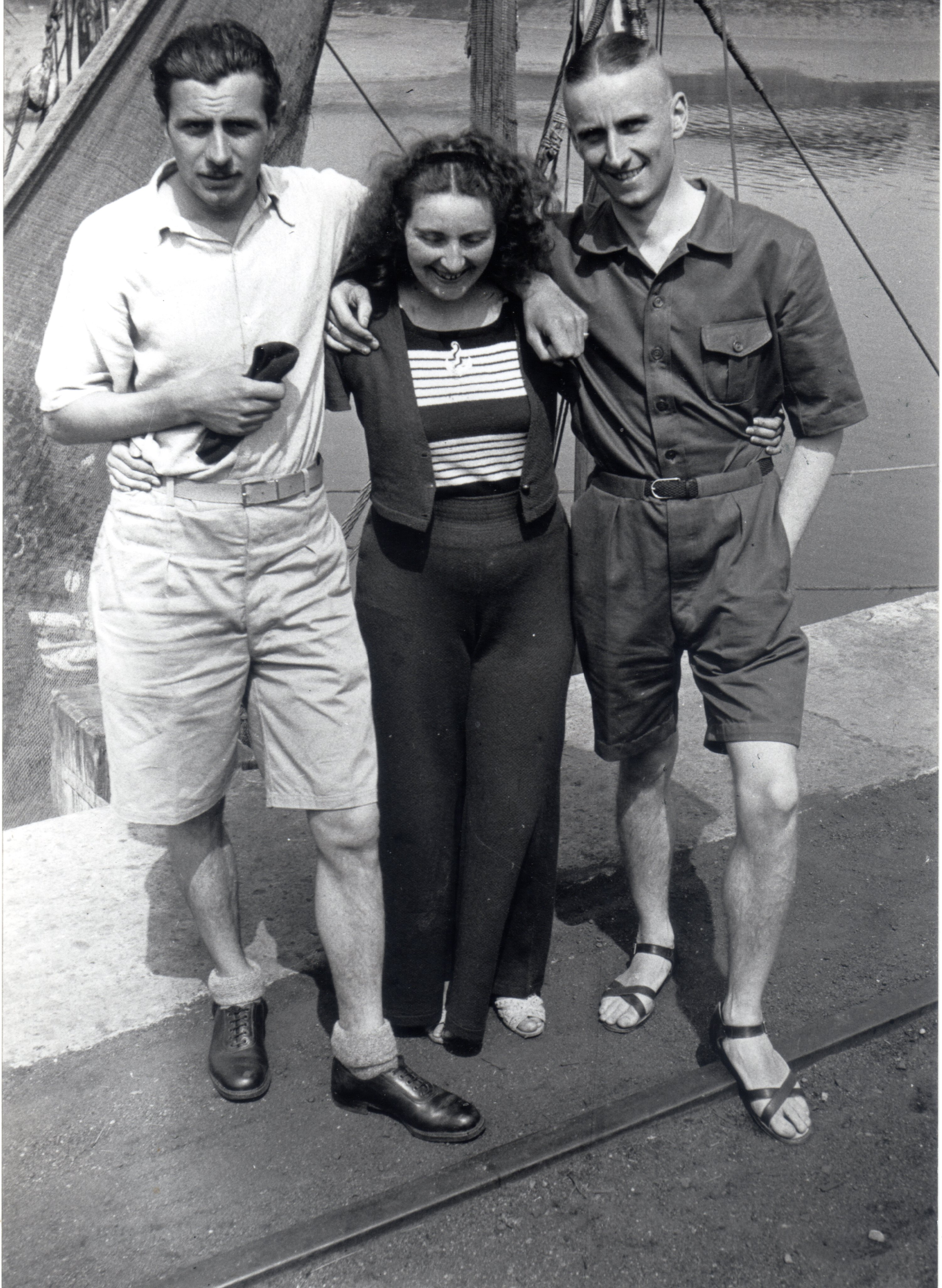
De gauche à droite, Lismonde, la peintre Marguerite Antoine et Fernand Cannoot[6], à Nieuport en août 1936 (photo Léon van Dievoet).
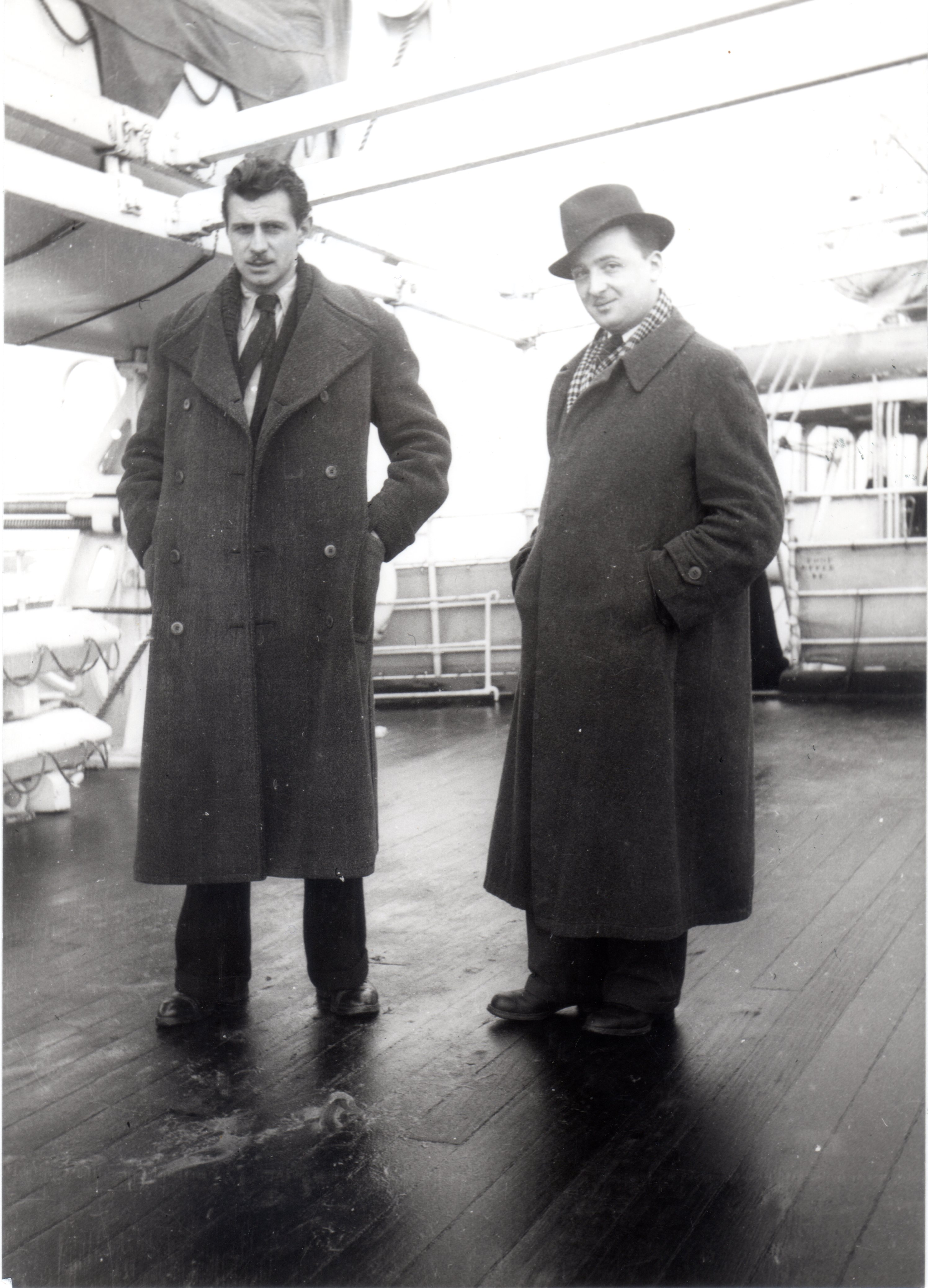
Lismonde avec son ami Jacques de Wouters d'Oplinter[7] (1909-1972) sur l'Albertville avant le départ de ce dernier pour le Congo. Anvers, le 17 décembre 1937 (photo Léon van Dievoet).
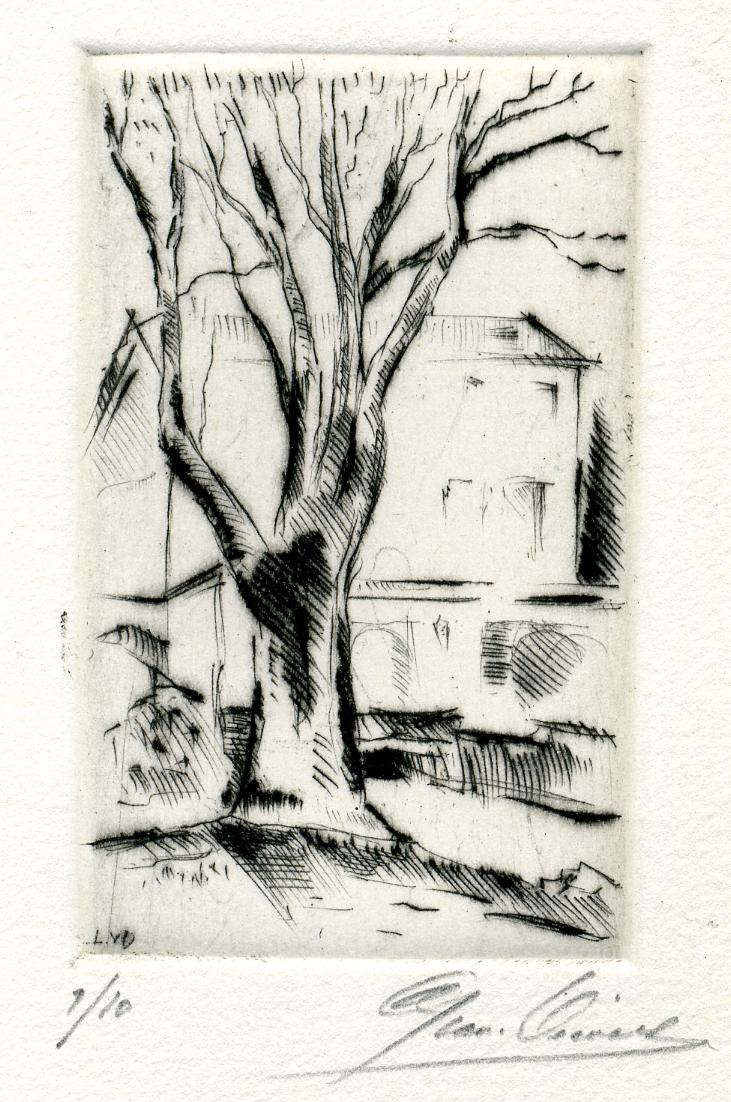
« Les Roches » à Linkebeek, maison de Lismonde et actuel siège de la fondation Maison Lismonde, pointe-sèche par Léon van Dievoet, 1964.

## Filmographie
- La Maison Lismonde. À l'ombre du chêne.
- Serge Goyens évoque l'exposition "Lismonde et ses amis artistes" au micro de Jean Jauniaux.